# 신사국민학교 금학분교
신사국민학교 금학분교는 경상북도 영양군 입암면 선바위로 612에 있었던 초등학교이다.

## 연혁
- 1954년 5월 7일 신사국민학교 금학분교 개교
- 1993년 3월 1일 폐교 및 신사국민학교 통합